# 約杜站
約杜站（英語：Yorkdale Station）是一座多倫多地鐵央街－大學線車站，坐落加拿大安大略省多倫多北約克蘭尼路（Ranee Avenue）以北一段艾倫道的中央分隔帶，於1978年1月27日聯同該地鐵線的士巴丹拿段一起開幕，以附近的約杜購物中心命名。
下列由多倫多公車局營運的巴士線駛經約杜站：
- 47號蘭士登巴士線（Lansdowne）
- 109號蘭尼巴士線（Ranee）

## 外部連結
- 维基共享资源上的相關多媒體資源：約杜站
- （英文）TTC Yorkdale Station （页面存档备份，存于）－多倫多公車局網站 約杜站頁面